# Hermann Egger (Kunsthistoriker)
Hermann Egger (* 7. Dezember 1873 in Graz; † 24. April 1949 ebenda) war ein österreichischer Kunsthistoriker.

## Leben
Hermann Egger studierte Kunstgeschichte an der Universität Wien und wurde dort am 9. Juli 1900 promoviert. 1902 wurde er Privatdozent an der Technischen Hochschule Wien, 1905 an der Universität Wien. 1906 wurde er Assistent, 1908 Kustos am Kupferstichkabinett der Wiener Hofbibliothek. Im Jahr 1911 wurde er zunächst außerordentlicher, 1916 ordentlicher Professor für Kunstgeschichte an der Universität Graz. Hermann Egger erhielt 1943 die Goethe-Medaille für Kunst und Wissenschaft. 1946 trat er in den Ruhestand.
Sein besonderes Interesse galt seit seiner Dissertation italienischen Skizzen und Skizzenbücher sowie topographischen Ansichten Roms.

## Familie
Am 22. September 1909 heiratete er Elisabeth Stooss (* 25. November 1880 in Bern; † 23. September 1962 in Graz), Tochter des Schweizer Strafrechtlers Carl Stooss, der seit 1896 an Universität Wien lehrte. Sie hatten drei Töchter, darunter Adele Egger, verheiratete Sturm (1910–1968), die ebenfalls Kunsthistorikerin wurde. Sie wurde 1933 in Graz promoviert und war Mitarbeiterin am Joanneum.

## Veröffentlichungen (Auswahl)
- Das sogenannte Skizzenbuch des Baldassare Peruzzi in Siena. Dissertation Wien 1900.
  - gedruckt: Entwürfe Baldassare Peruzzis für den Einzug Karl V. in Rom. In: Jahrbuch der Kunsthistorischen Sammlungen des Allerhöchsten Kaiserhauses 23, 1902, S. 1ff. (Digitalisat).
- Kritisches Verzeichnis der Sammlung  architektonischer Handzeichnungen der K.K. Hof-Bibliothek in Wien. Hof- und Staatsdruckerei, Wien 1903 (Digitalisat).
- mit Christian Hülsen, Adolf Michaelis: Der Codex Escurialensis. Ein Skizzenbuch aus der Werkstatt Domenico Ghirlandaios. 2 Bände, Hölder, Wien 1905/06 (Digitalisat Textband)
- mit Christian Hülsen: Die römischen Skizzenbücher von Marten van Heemskerck. 2 Bände, Bard, Berlin 1913 und 1916.
- Römische Veduten. Handzeichnungen aus dem XV. bis XVIII. Jahrhundert zur Topographie der Stadt Rom. 2 Bände, Wolfrum, Wien 1931/32.